# Rondon do Pará
Rondon do Pará est une municipalité brésilienne située dans l'État du Pará.